# 4. rychlá divize (mobilizace 1938)
4. rychlá divize byla rychlá divize československé armády v době mobilizace v roce 1938 rozmístěná ve druhém sledu VI. sboru (4. armáda) v jižních Čechách v prostoru Soběslav-Kardašova Řečice.
Velitelem 4. rychlé divize byl brigádní generál Josef Dvořák.
Stanoviště velitele se nacházelo v Soběslavi.

## Úkoly 4. rychlé divize
4. rychlá divize (případně její části) mohla být podle uvážení velitele VI. sboru nasazena buď k protiútoku ve prospěch jednotek na hlavním obranném postavení v prostoru Hraniční oblasti 31. To ale platilo jen pro případ, že by bylo zřejmé, že útok bude úspěšný a zabrání nepříteli v průlomu. V opačném případě měly být síly 4. rychlé divize ušetřeny k podpoře obrany 2. obranného postavení, které probíhalo v linii Poněšice - Strmilov.
4. rychlá divize představovala jednotku československé armády, která byla nejlépe vybavena obrněnými vozidly. Na rozdíl od ostatních 3 rychlých divizí měla v době mobilizace oba dva tankové prapory a dokonce jí byl na několik dní přiřazen i 3. tankový prapor od 2. rychlé divize, čímž 4. RD dočasně získala značnou údernou sílu 110 tanků.
Motorizovaná brigáda 4. rychlé divize byla soustředěna přibližně v prostoru Veselí nad Lužnicí - Soběslav. Naproti tomu jezdecká brigáda byla rozmístěna více na východ v prostoru směrem ke Kardašově Řečici.

## Podřízené jednotky[2]
- 4. jezdecká brigáda
  - dragounský pluk 4
  - dragounský pluk 8
  - cyklistický prapor 1
  - dělostřelecký oddíl 81
- 4. motorizovaná brigáda
  - hraničářský prapor 4 (motorizovaný)
  - hraničářský prapor 24 (motorizovaný)
  - prapor lehkých tanků 7
  - prapor lehkých tanků 8
  - prapor lehkých tanků 3 (přiřazen pouze od 29.9. do 3.10.1938)
- motorizovaný přezvědný oddíl 4
- ženijní rota 87
- telegrafní prapor 84
- telegrafní rota 184, 188
- rota VKPL 84, 88
- kanonové roty 47, 89, 90

## Početní stav k 1. říjnu 1938[2]
- 10 397 osob
- 2775 koní
- 5281 pušek
- 2850 pistolí
- 64 těžkých kulometů
- 212 lehkých kulometů
- 6 minometů
- 34 kanonů proti útočné vozbě
- 24 lehkých děl
- 16 VKPL ("velkých kulometů proti letadlům")
- 73 lehkých tanků (bez 3. praporu. který byl stále na přesunu)
- 5 obrněných automobilů
- 917 automobilů
- 232 motocyklů
- 902 jízdních kol